# Мост Ватерло (филм из 1940)
Мост Ватерло (енгл. Waterloo Bridge) је амерички филм из 1940. режисера Мервина Лероја са Робертом Тејлором и Вивијен Ли у главним улогама.

## Улоге
- Вивијен Ли ... Мајра
- Роберт Тејлор ... Рој Кронин
- Лусил Вотсон ... Леди Маргарет Кронин
- Вирџинија Филд ... Кити
- Марија Успенскаја ... Мадам Олга Кирова
- Ч. Обри Смит ... Војвода
- Џанет Шо ... Морин